# Fungibilidade
Fungibilidade é o atributo pertencente aos bens móveis que podem ser substituídos por outros da mesma espécie, qualidade e quantidade.
O dinheiro é o bem fungível por excelência, dado que quando se empresta uma quantia a alguém (por exemplo, R$ 100,00), não se está exigindo de volta aquelas mesmas cédulas, mas sim um valor, que pode ser pago com quaisquer notas de real.
Se a utilização de um bem fungível implica a sua destruição ou transformação em outra substância (como uma porção de açúcar emprestada para se fazer um bolo), este bem é denominado consumível.
Por oposição, infungibilidade é o princípio que define os bens móveis que não podem ser substituídos por outros da mesma espécie, quantidade e qualidade. Logo, todo bem móvel único é infungível, assim como todo bem imóvel.
São infungíveis as obras de arte, bens produzidos em série que foram personalizados, objetos raros dos quais restam um único exemplar, etc.

## No direito processual
Fungibilidade, ou o princípio da fungibilidade, também é uma característica do sistema recursal, significando que se no caso concreto deveria ser interposto um tipo de recurso mas se escolhe outro, esse último pode ser aceito, desde que haja dúvida, na doutrina ou jurisprudência, quanto a qual o tipo correto do recurso a ser utilizado no caso.
Fungibilidade significa, no conceito jurídico, a substituição de uma coisa por outra (Silva, 1993:336).
Por sua vez, o princípio da fungibilidade indica que um recurso, mesmo sendo incabível para atacar determinado tipo de decisão, pode ser considerado válido, desde que exista dúvida, na doutrina ou jurisprudência, quanto ao recurso apto a reformar certa decisão judicial.
Em outras palavras, ressalvadas as hipóteses de erro grosseiro, a parte não poderá ser prejudicada pela interposição de um recurso por outro, devendo o processo ser conhecido pelo Tribunal ad quem (Código de Processo Civil de 1939, art. 810 Diogo Simione).
Antes de analisar esses pressupostos é de bom alvitre tecer algumas considerações sobre a existência do referido princípio no nosso ordenamento, em razão da ausência de dispositivo expresso sobre a matéria no Código de Processo Civil.